# 张艳 (1969年)
张艳（1969年7月—），黑龙江哈尔滨人，满族，中国农工民主党党员。中华人民共和国政治人物、第十三届全国人民代表大会辽宁省代表。

## 生平
2018年，张艳被选为辽宁省出席第十三届全国人民代表大会代表。